# Larissa Platen
Larissa Platen (* 16. April 1996 in Ehringshausen) ist eine deutsche Handballspielerin.

## Karriere
Platen begann das Handballspielen beim TV Hüttenberg und wechselte im Alter von 16 Jahren in die Jugendabteilung des Thüringer HC. Im Jahr 2015 schloss sie sich dem Zweitligaaufsteiger SG TSG/DJK Mainz-Bretzenheim an. Im Jahr 2016 wechselte Platen zum Zweitligisten HSG Bensheim/Auerbach, mit dem sie ein Jahr später in die Bundesliga aufstieg. Ab dem Sommer 2018 lief die vielseitig im Rückraum einsetzbare Spielerin für den Zweitligisten 1. FSV Mainz 05 auf, mit dem sie ebenfalls ein Jahr später in die Bundesliga aufstieg. Im Jahr 2020 unterschrieb sie einen Vertrag beim Bundesligisten HSG Bad Wildungen. Zur Saison 2022/23 kehrte sie zum 1. FSV Mainz 05 zurück. Im Sommer 2023 verließ sie Mainz und legte eine „Pause mit open end“ ein. Kurz darauf schloss sich Platen dem Oberligisten HSG Twistetal an, den sie im Januar 2024 verließ, um anschließend für den Drittligisten HSG Gedern/Nidda aufzulaufen. Nachdem Platen am Saisonende 2023/24 mit der HSG Gedern/Nidda abgestiegen war, verließ sie den Verein.